# Voetenvooruitfiets
Een voetenvooruitfiets is een motorfiets waarbij men zoals de naam al zegt met de voeten naar voren zit. 
Hoewel dit ook zou kunnen slaan op een custom worden echter luxe motorvoertuigen zoals de Ecomobile, de Megola, de Ner-A-Car, de Auto-Fauteuil en de Quasar bedoeld.